# 55477 Soroban
55477 Soroban è un asteroide della fascia principale. Scoperto nel 2001, presenta un'orbita caratterizzata da un semiasse maggiore pari a 3,1556078 UA e da un'eccentricità di 0,1999465, inclinata di 2,75852° rispetto all'eclittica.
L'asteroide è dedicato all'omonimo abaco giapponese.